# Bettenhausen (Berne)
Pour les articles homonymes, voir Bettenhausen.
Bettenhausen est une commune suisse du canton de Berne, située dans l'arrondissement administratif de Haute-Argovie.
Le 1er janvier 2011, la commune a intégré sa voisine de Bollodingen qui en est devenu une localité.